# Darnac
Darnac (tiếng Occitan: Darnac) là một xã của tỉnh Haute-Vienne, thuộc vùng Nouvelle-Aquitaine, miền trung nước Pháp.